# Elite Prospects
Elite Prospects je online databáze zaměřená na lední hokej. Poskytuje podrobné informace o hráčích, týmech, ligách a přestupech v hokejovém světě. Platforma byla založena ve Švédsku v roce 1999 a postupně se stala klíčovým nástrojem pro skauty, trenéry, hráče a fanoušky hledající přesné a aktuální statistiky a historii hokejových kariér.

## Historie
Platforma byla spuštěna 2. prosince 1999 studentem ze švédského Kalmaru, Johanem Nilssonem, za účelem zvýšit povědomí o švédských hráčích, kteří mají šanci být draftováni do NHL. Od svého založení se databáze rychle rozrostla a začala pokrývat nejen švédské, ale i mezinárodní hokejové ligy. Průlomem bylo přidání sekce přestupů v sezóně 2004/05, díky kterému exponenciálně vzrost počet uživatelů, kteří web navštěvovali. Roku 2007 prodal Nilsson web švédské společnosti Everysport Media Group.
V současné době (listopad 2024) mají Elite Prospects svoje kanceláře ve Stockholmu, Växjö a v Tampě na Floridě, poskytují informace ze stovek evropských a severoamerických lig a monitorují cestu 1 140 900 hráčů, hráček a ostatních osob, které se podílejí na chodu hokejových klubů. Web týdně navštěvuje 1,2 milionu lidí.

## Personál
Nejužší management platformy čítá 19 osob, chod platformy pak zajišťuje přes 150 dobrovolníků z celého světa.